# 伊吉真次
伊吉 真次（いき の ますき、生年不明 - 延暦15年8月6日（796年9月11日））は、奈良時代後期から平安時代初期の官人。姓は連。名は真継とも記される。外従五位下・大外記で、遣高麗副使を勤めた伊吉益麻呂の息子。官位は外従五位下、鼓吹正・伊賀守。

## 経歴
称徳朝の天平神護2年（766年）2月、銭100万を献上し、外従八位下から外従五位下を授けられる。
さらに神護景雲2年（768年)2月、鼓吹正に任命されており、その後、光仁朝の宝亀2年（771年）9月、相模伊波に職を譲っている。
史書に現れているのは以上だが、系図によると、伊吉益麻呂の子で、「宮主従五位下伊賀守鼓吹正、或真継」とあり、「母忌部首黒麻呂女、自元祖十世、延暦十五年八月六日卒」と記されている。秦真成の娘との間に氏麻呂をもうけており、真次の4世の孫に『日本三代実録』貞観14年（872年）4月条、同5年9月条などに名前の見える是雄がいる。

## 官歴
注記のないものは『続日本紀』による
- 時期不詳：外従八位下
- 天平神護2年（766年）2月4日：外従五位下
- 神護景雲2年（768年)2月18日：鼓吹正
- 時期不詳：従五位下・伊賀守（「松尾社家系図」による）
- 宝亀2年（771年）9月16日：散位
- 延暦15年（796年）8月6日：卒去（「松尾社家系図」による）